# Rammstein (album)
Rammstein néven vált ismertté a Rammstein német együttes, cím nélküli, hetedik stúdióalbuma, mely 2019. május 17-én jelent meg az Universal gondozásában. Az album tíz évvel az együttes előző stúdióalbuma, a Liebe ist für alle da (2009) után jelent meg. Első alkalommal az album producere nem Jacob Hellner, hanem Olsen Involtini. Az album első kislemeze, a Deutschland március 28-án jelent meg, és április 26-án követte a másodi kislemez, a Radio. Az album megjelenését követően, május 28-án jelent meg a harmadik kislemez, az Ausländer.

## Előzmények, promóció és megjelenés
Az első információt az albumról Till, az együttes énekese hozta nyilvánosságra, hogy 2015 szeptemberében ülnek össze, s látnak neki az új album előkészületeinek, ami lehet, hogy 2017-ben meg fog jelenni. Nem sokkal később egy fotót hoztak nyilvánosságra, melyen az együttes látható a próbateremben; ez növelte az új albumot érintő pletykákat, híreszteléseket. Ezt követően hosszas csend után, 2017 márciusában, az új koncertfilmjük, a Rammstein: Paris bemutatóján került először szóba, amikor Richard, az együttes gitárosa nyilatkozta, hogy kb. 35 dal koncepciója készült el. Ez később 28-30 dalra lett leszűkítve, amelyekhez Till elkezdte írni a dalszöveget. Az év májusa során kiderült, hogy az új producerük Sky van Hoff lesz, aki már a stúdióban munkálkodik az együttessel. 2018 áprilisában az együttes néhány képpel együtt hozta nyilvánosságra, hogy az album felvétele melyik dél-franciaországi stúdióban történik. A későbbiekben több fotóz is publikáltak különböző közösségimédia-platformokon és a honlapjukon. Szeptember folyamán újabb képet posztoltak, amelyen az új albumhoz szükséges komolyzenei hangszerek felvétele látható. Ekkortájt több dalrészlet is keringett az interneten, melyek, mint később kiderült, nem az együttes új albumáról származtak. Október végén Richard, az egyik gitáros egy interjúban megerősítette, hogy az album összemixelése decemberben Los Angelesben veszi kezdetét. November elején az új turnét – mely az "Europe Stadium Tour 2019" nevet viseli – rövid, közösségimédia-oldalakra posztolt előzetes formájában jelentették be, az előzetesben hallható volt az együttes által először 2016-ban bemutatott új dalának, a Ramm4-nek a stúdiófelvétele. Néhány nappal később megindult a jegyek eladása, melyek néhány hét alatt teljesen elfogytak. Még novemberben Paul, a másik gitáros nyilatkozta, hogy végül 16 dalt vettek fel.
2019 januárjában új fotók kerültek napvilágra az album mixeléséről, s Richard, az egyik gitáros megerősítette, hogy öt dalhoz fog készülni videóklip. Késő márciusban rövid előzetesek jelentek meg az album dalai alatt Spotifyon, majd március 26-án hozták nyilvánosságra az első kislemez megjelenési dátumát. Két nappal később megjelent az albumhoz tartozó első kislemez, a Deutschland, mely videoklipjének premierjére a YouTube-on került sor március 28-án 18 órakor. Április 16-a és 19-e között az együttes YouTube-csatornájára felkerülő rövid dalrészletekből lehetett megismerni az album számlistáját. Az album borítóját ugyanígy mutatták be április 18-án, videójában egy ukrajnai város, Herszon egyik körforgalma látható. Nem sokkal később, április 24-én az együttes közösségimédia-oldalain elérhetőek lettek a következő előzetesek. Április 26-án 11 órakor jelent meg a második kislemez, a Radio, a videoklipjével együtt, aminek premiere előző este 21 órakor néhány kiválasztott németországi városban volt épületek falain, miközben a videó mellé a zene néhány kiválasztott rádióadón debütált. A sajtó embargója május 13-án járt le, ekkortól olvashatóak az első beszámolók az új albumról. Az albumról nem szivárgott ki semmi előzetesen nem megjelent zene a megjelenést megelőzően, nem úgy, mint az együttes előző albumáról, melyről 30 dalverzió került nyilvánosságra, ugyanis a megjelenés előtti két napban már elkezdték szállítani az album fizikai példányait, így már elérhető volt az album. Az album május 17-ei megjelenését követően a következő kislemez, az Ausländer és videóklipje május 28-án jelent meg.

## Számok
| 1.    | Deutschland (Németország)         | 5:23 |
| 2.    | Radio (Rádió)                     | 4:37 |
| 3.    | Zeig dich (Mutasd meg magad)      | 4:15 |
| 4.    | Ausländer (Külföldi)              | 3:51 |
| 5.    | Sex (Szex)                        | 3:56 |
| 6.    | Puppe (Játékbaba)                 | 4:33 |
| 7.    | Was ich liebe (Amit szeretek)     | 4:29 |
| 8.    | Diamant (Gyémánt)                 | 2:34 |
| 9.    | Weit weg (Messze távol)           | 4:20 |
| 10.   | Tattoo (Tetoválás)                | 4:11 |
| 11.   | Hallomann (Halló-ember / Bemondó) | 4:11 |
| 46:20 |                                   |      |